# 三河内駅
三河内駅（みかわちえき）は、長崎県佐世保市三川内本町にある、九州旅客鉄道（JR九州）佐世保線の駅である。
駅名は三河内だが、住所表記・公共施設等は三川内である。

## 歴史
- 1897年（明治30年）7月10日：九州鉄道の駅として開設[2]。
- 1907年（明治40年）7月1日：九州鉄道が国有化、帝国鉄道庁に移管[2]。
- 1962年（昭和37年）2月15日：貨物取扱廃止[2]。
- 1972年（昭和47年）2月10日：荷物扱い廃止[2][3]。無人駅化[4]。
- 1987年（昭和62年）4月1日：国鉄分割民営化に伴い、九州旅客鉄道（JR九州）の駅となる[2]。
- 2024年（令和6年）10月3日：ICカード「SUGOCA」の利用を開始[5][6]。

## 駅構造
相対式ホーム2面2線を有する地上駅である。互いのホームは跨線橋で連絡している。簡易駅舎を備える。無人駅。
普通列車のみ停車する。2011年3月12日ダイヤ改正より特急「みどり」同士の列車交換が行われているが、当駅での客扱いは行わない。

### のりば
| ホーム | 路線      | 方向 | 行先                 | 備考                           |
| ------ | --------- | ---- | -------------------- | ------------------------------ |
| 1      | ■佐世保線 | 下り | 早岐・佐世保方面     | 佐世保方面は原則早岐で乗り換え |
| 2      | ■佐世保線 | 上り | 江北・佐賀・鳥栖方面 |                                |

## 利用状況
- 2010年度の1日平均乗車人員は52人である。

| 乗車人員推移 | 乗車人員推移 |
| 年度         | 1日平均人数  |
| ------------ | ------------ |
| 2000         | 100          |
| 2001         | 86           |
| 2002         | 79           |
| 2003         | 66           |
| 2004         | 62           |
| 2005         | 62           |
| 2006         | 64           |
| 2007         |              |
| 2008         |              |
| 2009         |              |
| 2010         | 52           |

## 駅周辺
- 国道35号
- 三川内病院
- 三川内郵便局
- 佐世保市役所三川内支所
- 十八親和銀行三川内ATM
- ながさき西海農業協同組合三川内ATMコーナー
- 佐世保市立三川内中学校
- 三川内焼伝統産業会館
- させぼ物産みかわち振興センター（させぼ四季彩館）

## 隣の駅
九州旅客鉄道（JR九州）
■佐世保線
有田駅 -（西有田信号場） - 三河内駅 - 早岐駅